# Thijs Udo
Matthijs Willem Christiaan (Thijs) Udo (Zoelen, 1 mei 1954 – Den Haag, 19 januari 2025) was een Nederlands bestuursrechtjurist, politicus, ondernemer en bestuurder. 

## Loopbaan
Udo was van 1998 tot 2002 lid van de Tweede Kamer der Staten-Generaal voor de Volkspartij voor Vrijheid en Democratie (VVD), waar hij woordvoerder was voor economische zaken, volksgezondheid, milieu, landbouw en biotechnologie. Verder was hij van 2010 tot 2014 wethouder van Katwijk van milieu en natuur, infrastructuur en wonen.
M.W.Ch. Udo overleed in 2025 op 70-jarige leeftijd.
- Parlement.com: vg09llkf0yuo